# Neewiller-près-Lauterbourg

Neewiller-près-Lauterbourg este o comună în departamentul Bas-Rhin, Franța. În 1 ianuarie 2022 avea o populație de 653 de locuitori.